# Sean Baker
Sean Baker   (Summit, 26 de febrer de 1971) és un director i guionista estatunidenc. És el creador de la sèrie Greg the Bunny i ha dirigit pel·lícules com Starlet (2012), Tangerine (2015) i The Florida Project (2017). El 2024 va guanyar la Palma d'Or del Festival de Canes i el 2025 l'Oscar a la millor pel·lícula per Anora.

## Biografia
El primer llargmetratge de Baker va ser Four Letter Words, una pel·lícula que gira entorn de l'aparença, els punts de vista, les actituds i el llenguatge dels homes joves als Estats Units. Baker va escriure, va dirigir i va editar la pel·lícula. Després, Baker va fer Take Out, que va coescriure, codirigir, coeditar i coproduir amb Shih-Ching Tsou. La pel·lícula tracta d'un immigrant xinès il·legal que s'endarrereix en el pagament d'un deute de contraban, deixant-li només un dia per aconseguir els diners. La pel·lícula es va estrenar en el Slamdance Film Festival el 18 de gener de 2004, però va tenir una distribució limitada. El tercer llargmetratge de Baker, Prince of Broadway, es va estrenar en el Festival de Cinema de Los Angeles el 22 de juny de 2008. La pel·lícula gira entorn un estafador de carrer de Nova York que es guanya la vida imitant marques. El descobriment que té un fill marcarà la seva nova vida. Baker va dirigir, va escriure, coproduir, filmar i editar la pel·lícula, que va rebre un llançament limitat el 3 de setembre de 2010. L'any 2008, el festival internacional de cinema Entrevistes a Belfort li concedeix el Premi del públic per aquest llargmetratge.
La quarta pel·lícula de Baker, Starlet, va ser coescrita amb Chris Bergoch i la van protagonitzar les actrius Dree Hemingway i Besedka Johnson. Starlet explora la improbable amistat entre Jane (Hemingway), de 21 anys, i Sadie (Johnson), de 85, dues dones, les vides de les quals es creuen a la Vall de San Fernando de Califòrnia. La pel·lícula va tenir la seva presentació mundial en el marc del SXSW l'11 de març de 2012 i va rebre un llançament limitat el 9 de novembre de 2012. Es va obrir principalment a crítiques positives i té una qualificació del 88 per cent a Rotten Tomatoes.
La cinquena pel·lícula de Baker, Tangerine, segueix a una treballadora sexual transsexual que descobreix que el seu promès i proxeneta l'ha estat enganyant. La pel·lícula va ser filmada utilitzant tres telèfons intel·ligents iPhone 5s i va rebre elogis per les seves innovadores tècniques de realització cinematogràfica. Tangerine presenta a Kitana Kiki Rodriguez, Mya Taylor, Karren Karagulian, Mickey O'Facin i James Ransone i va ser produïda per Mark Duplass i Jay Duplass. Baker novament va escriure el guió amb Bergoch; també va coproduir, i editar la pel·lícula. Va tenir la seva presentació mundial en el Festival de Cinema Sundance 2015 el 23 de gener de 2015, i va rebre un llançament limitat el 10 de juliol de 2015. Va rebre crítiques extremadament positives, obtenint una qualificació del 97% a Rotten Tomatoes.
La pel·lícula, The Florida Project, es va presentar en la Quinzena de Directors del Festival de Cinema de Cannes 2017 i va ser estrenada als Estats Units el 6 d'octubre de 2017. Una vegada més, Baker va editar la pel·lícula ell mateix i va escriure el guió amb el seu col·laborador Chris Bergoch. La trama segueix una nena de sis anys que viu en un motel de mala mort amb la seva mare, una jove inconformista i rebel, en el Gran Orlando. La mare malviu venent perfums mentre intenta no ficar-se en problemes per arribar a final de mes. La pel·lícula va ser elogiada per les seves actuacions (especialment la de Willem Dafoe com a gerent del motel) i per la direcció de Baker, i va ser triada pel National Board of Review i el American Film Institute com una de les 10 millors pel·lícules de l'any. Dafoe va obtenir les nominacions al millor actor secundari en els Oscars, Globus d'Or i BAFTA.
Anora, la pel·lícula més recent de Baker, va ser estrenada el 21 de maig de 2024 al Festival de Cinema Cannes, on va guanyar la Palma d'Or i va rebre una ovació de 10 minuts per part del públic. Posteriorment, es va estrenar el 18 d'octubre de 2024 als Estats Units. Anora, escrita i dirigida per Baker i protagonitzada per Mikey Madison, segueix la vida d'una treballadora sexual de Nova York que es casa amb el fill d'un oligarca rus adinerat. El 2025, el film va guanyar cinc premis Oscar: els de millor pel·lícula, millor direcció, millor guió original, millor muntatge i millor actriu per Mikey Madison.
Baker és també un dels creadors de la comèdia Greg the Bunny, protagonitzada per Seth Green i Eugene Levy. El programa es basa en una sèrie de curts que Baker va dirigir i va escriure, que es van emetre al canal de cinema independent i que al seu torn es van basar en un programa de televisió anomenat Junktape. El 2010, Baker, Spencer Chinoy i Donen Milano van crear un spin-off anomenat Warren the Ape. La sèrie es va emetre en MTV i es va cancel·lar després d'una temporada.

## Filmografia

### Cinema
- 2000: Forn Letter Words
- 2004: Take Out (co-dirigida amb Tsou Shih-ching)
- 2008: Príncep of Broadway
- 2012: Starlet
- 2015: Tangerine
- 2017: The Florida Project
- 2021: Red Rocket
- 2024: Anora

### Televisió
- 2002-2006: Greg the Bunny
- 2010: Warren the Ape

## Premis i distincions
Premis Oscar
- 2025: Millor pel·lícula per Anora
- 2025: Millor direcció per Anora
- 2025: Millor guió original per Anora
- 2025: Millor muntatge per Anora

Festival de Canes
- 2024: Palma d'Or per Anora[1]

Premis Independent Spirit
- 2013: Premi Robert Altman per Starlet[17]
- 2025: Millor pel·lícula per Anora[18]
- 2025: Millor direcció per Anora[18]

Premis del New York Film Critics Circle
- 2017: Millor direcció per The Florida Project[19]
- 2024: Millor guió per Anora[20]

Premis del Sindicat de Guionistes dels Estats Units
- 2025: Millor guió original per Anora[21]